# Trochosa canapii
Trochosa canapii är en spindelart som beskrevs av Alberto Barrion och James A. Litsinger 1995. Trochosa canapii ingår i släktet Trochosa och familjen vargspindlar.
Artens utbredningsområde är Filippinerna. Inga underarter finns listade i Catalogue of Life.